# Stefano Novo
Stefano Novo auch Stephano Novo (* 1862 in Cavarzere; † nach 1927 in Padua oder 1937 beziehungsweise 1947 in Venedig) war ein italienischer Genremaler.

## Leben
Novo war vermutlich zunächst Autodidakt, ehe er ab 1894 bei Pompeo Molmenti und Eugene von Blaas an der Akademie in Venedig studierte. Von ihm stammen Fresken in den Kirchen zu Casale Scodovia und Altaura (beide Provinz Padua). Seine Bilder waren unter anderem ab 1884 in Ausstellungen in Bologna, Florenz, Livorno, London, Turin und Venedig zu sehen. Um 1918 gründete er gemeinsam mit einigen Kollegen eine Schule und gab dort Unterricht.
Werke (Auswahl)
- 1884: Il cuore del popolo (das Herz des Volkes), Un rampo a Venezia (eine Rampe in Venedig)
- 1886: Testa di vecchio (Kopf eines alten Mannes), L’approdo dei pescatori (der Liegeplatz der Fischer), In chiesa (in der Kirche)
- 1897: Frühling in Venedig, Markt in Venedig
- Venezianische Obstverkäuferin, Mädchen mit Gemüse, Mädchen mit Kupferkessel

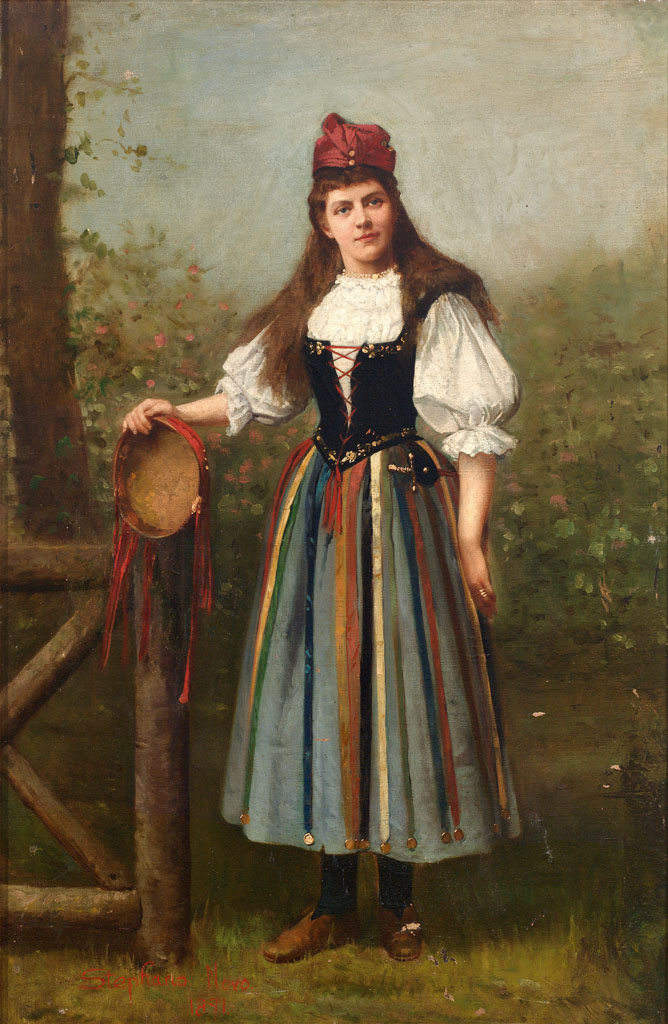
Mädchen in Tracht
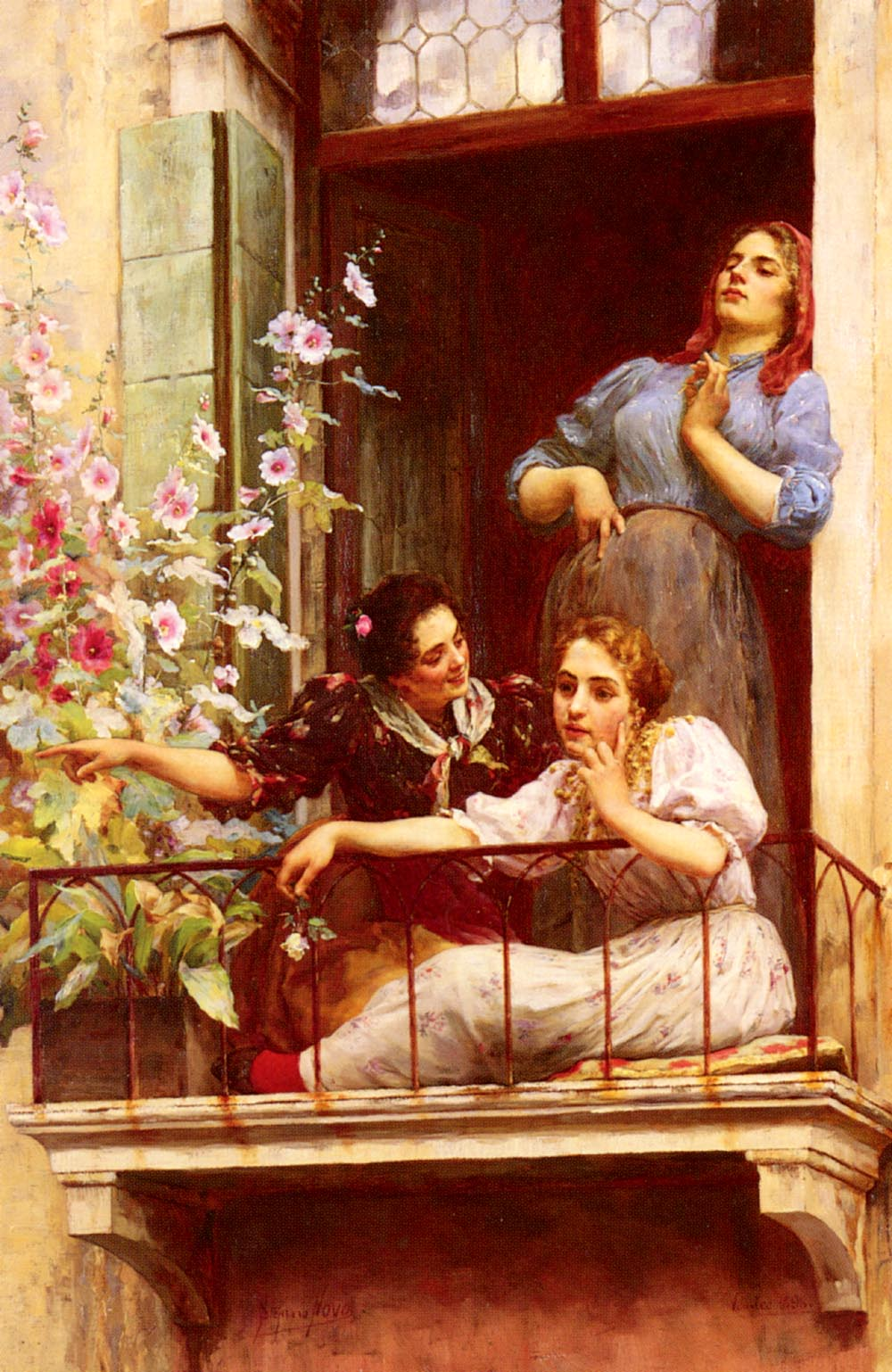
Der Klatsch